# Ethniki Odos 69
Die Ethniki Odos 69 (griechisch Εθνική Οδός 69 ‚Nationalstraße 69‘) ist eine Straßenverbindung in Form einer Inselringstraße auf der Insel Thasos in Nord-Griechenland. Sie führt vom Hafen des Inselhuptorts Limenas Thasou auf einer Länge von 70 km um die Insel herum und dabei im Uhrzeigersinn durch die Orte Thasos (Θάσος), Panagia, Potamia, Skala Potamias, Krissi, Kinyra, Loutra, Skidia, Paralia Astridos, Potos, Pefkari, Limenaria, an Skala Marion vorbei und weiter über Skala Kalirachis, Skala Sotiros, Prinos, Skala Rachoniou und Glyfada zurück nach Limenas Thasou.